# André Mourlon

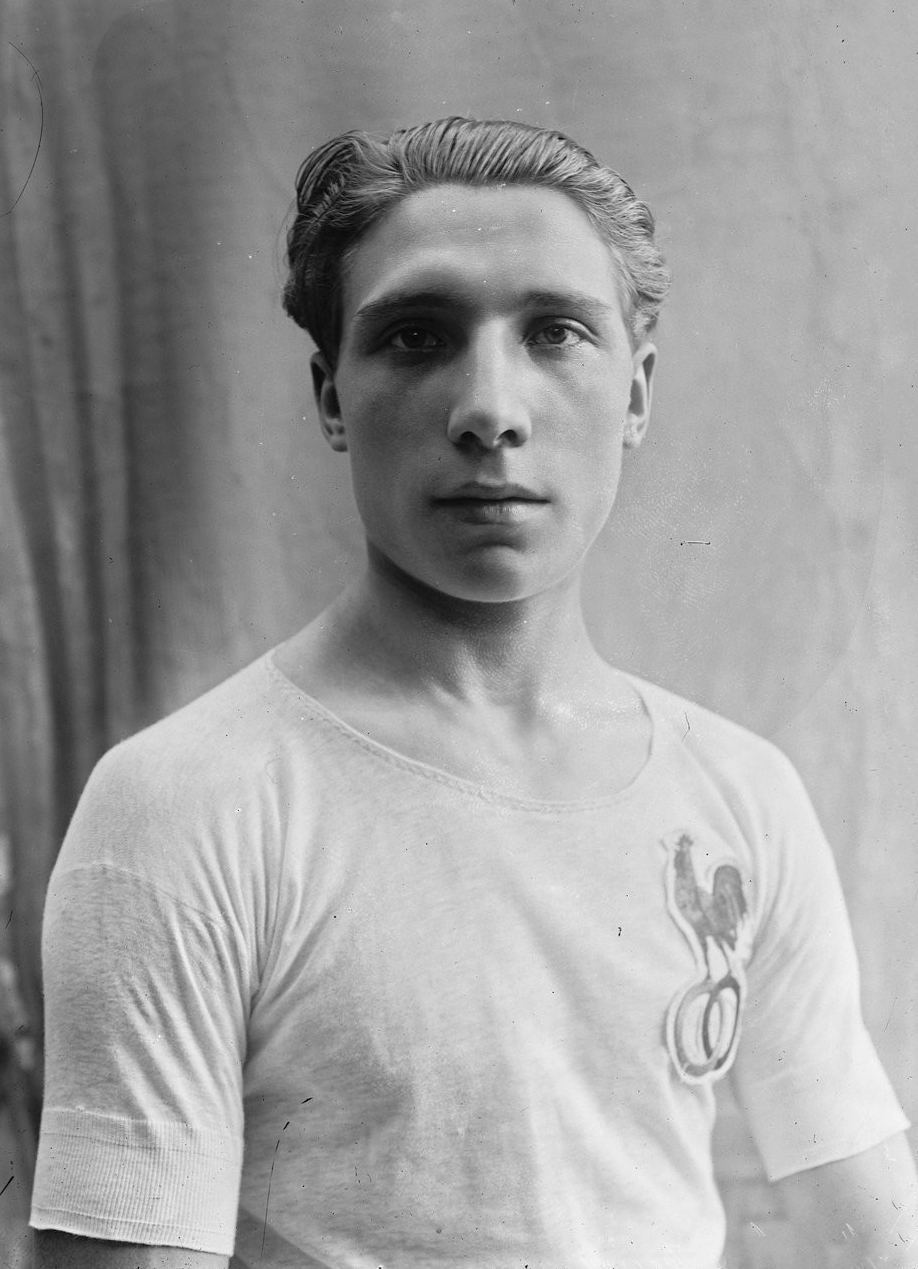
André Mourlon, 1921

André Albert Charles Mourlon (* 9. Oktober 1903 in Paris; † 31. Juli 1970 ebd.) war ein französischer Sprinter.
Bei den Olympischen Spielen 1924 in Paris wurde er Fünfter in der 4-mal-100-Meter-Staffel. Über 200 Meter erreichte er das Halbfinale und über 100 Meter das Viertelfinale.
1928 wurde er bei den Olympischen Spielen in Amsterdam Vierter in der 4-mal-100-Meter-Staffel. Über 100 und 200 Meter schied er im Viertelfinale aus.
Sechsmal wurde er Französischer Meister über 200 Meter (1922–1926, 1929) und dreimal über 100 Meter (1923–1925).
Sein älterer Bruder René Mourlon war ebenfalls als Sprinter erfolgreich.

## Persönliche Bestzeiten
- 100 m: 10,6 s, 17. Juli 1927, Colombes (ehemaliger nationaler Rekord)
- 200 m: 21,6 s, 22. Juni 1924, Colombes (ehemaliger nationaler Rekord)